# Pseudovipio annulitarsosis
Pseudovipio annulitarsosis är en stekelart som först beskrevs av Roy D. Shenefelt 1978.  Pseudovipio annulitarsosis ingår i släktet Pseudovipio och familjen bracksteklar. Inga underarter finns listade i Catalogue of Life.